# Europa TV
Europa TV è stato un consorzio di cinque emittenti europee di radiodiffusione pubblica provenienti dalla Germania occidentale (ARD), Irlanda (RTÉ), Italia (RAI), Paesi Bassi (NOS) e Portogallo (RTP).

## Storia

### Sviluppo
Europa TV ambiva a diventare un'entità paneuropea non solo per la sua copertura geografica, ma anche per la sua programmazione. Questo obiettivo fu concepito dopo l'esperimento Eurikon del 1982, che consisteva nella creazione di un servizio televisivo sperimentale a circuito chiuso per cinque settimane.
Il canale è stato finanziato attraverso i contributi del governo olandese, della Commissione europea, delle organizzazioni radiotelevisive partecipanti e attraverso i ricavi pubblicitari nell'ambito del suo budget triennale iniziale pari a 30 milioni di ECU . Gli studi di Europa TV erano situati a Hilversum, nei Paesi Bassi, e il ruolo di direttore generale fu affidato a Klaas Jan Hindriks.

### Attività
Europa TV ha iniziato le sue trasmissioni il 5 ottobre 1985 ed era inizialmente disponibile solo nei Paesi Bassi,, ma ha esteso la sua copertura a 4,5 milioni di famiglie in tutta Europa tramite l'ESA e il satellite ECS-1 di Eutelsat. Questo numero includeva l'accesso a 1,5 milioni di famiglie in Portogallo, dove veniva trasmesso via terrestre su RTP2 (in altri paesi il segnale veniva distribuito anche via cavo).
Per superare le barriere linguistiche, Europa TV trasmetteva su diversi canali audio, consentendo la traduzione simultanea (in inglese, olandese, tedesco e portoghese ) per consentire al pubblico di ricevere il canale nella propria lingua madre. Inoltre, veniva fornita la sottotitolazione in diverse lingue tramite televideo.
Tutte le emittenti collaboratrici inviavano i loro programmi a Europa TV, ma alcuni venivano prodotti appositamente per il canale. Questi includevano previsioni meteorologiche (che coprivano paesi della CEE come Norvegia, Svezia e Finlandia ma esclusa la Germania dell'Est), programmi di attualità (come Worldwatch) e programmi musicali (come Countdown, presentato da Adam Curry).

### Chiusura
Il 29 novembre 1986, dopo appena un anno dalla prima messa ina onda, Europa TV fu costretta a cessare tutte le operazioni avendo già esaurito il budget triennale inizialmente stanziato.

## Conservazione
L'Istituto olandese per il suono e la visione ha avviato gli sforzi di conservazione delle trasmissioni televisive europee il 29 agosto 2018, recuperando registrazioni da circa 300 nastri VHS dai propri archivi, 400 nastri Betamax da RTP e documenti da RTÉ, RAI e Klaas Jan Hindriks.